# Anommatus duodecimstriatus
Anommatus duodecimstriatus é uma espécie de insetos coleópteros polífagos pertencente à família Bothrideridae.
A autoridade científica da espécie é Muller, tendo sido descrita no ano de 1821.
Trata-se de uma espécie presente no território português.